# 고든 콜맨
고든 코먼(Gordon Korman, 1963년 10월 23일~ )은 80여편의 이상의 어린이 동화와 청소년 소설을 쓴 캐나다, 미국 작가이다. 대표적인 저서로는 맥도날드 홀 사기 휴지 호랑이들 39 단서들 (contributor) 등이 있고 그 외에 작품들로 총 1700여만 부를 팔았다. 현재는 캐나다와 미국의 베스트셀러 작가로서 위엄을 떨치고 있다.
서스펜스, 미스터리, 역사픽션, 단편선, 아동 저서 등을 전문으로 한다. 최근에는 유럽, 아시아 등의 11개구을 돌아다니면서 강사로 활동하고 있다. 강의에서 연구, 브레인 스토밍, 캐릭터 발전, 대사, 퇴고, 유머 등을 주제로 가르친다. 유머를 가장 중요한 가르침으로 생각한다. 이러한 신념은 모든 작품에서 잘 나타난다.

## 생애
코먼은 몬트리올, 퀘벡, 캐나다에서 태어나서 1970년까지 살았다. 토론토 북부의 손힐, 온타리오에서 살았으며, 독일 밀스 공립 학교와 쏜힐에 있는 쏜리아 중고등학교를 다녔다. 그리고 그는 뉴욕 대학교에 입학하려고 미국으로 이사하였고 그곳에서 영상과 시나리오를 공부하였다. 1985년에 뉴욕대학교에서부터 극작 전공과 미디어영상에 대한 부전공으로 BFA(예술 학위)를 받았다.;

## 작가 생활
12살 때 첫 작품을 집필하였다. 독일 밀스 공립학교를 재학하던 중 7학년 영어 교사는 영어를 처음 가르치는 체육 교사 해밀턴이었다. 해밀턴은 학기 중 과제로 소설 쓰기를 내주었는데,이 숙제가 코먼의 첫번째 작품, 맥도날드 홀에서 일어날 수 없는 일 This Can't Be Happening at Macdonald Hall으로 이어졌다. 이는 훗날 맥도날드 홀 Macdonald Hall (브루노와 부츠) 시리즈의 첫번째 소설이 된다.
코먼은 학교와 반에서 독서동아리를 맡았는데 첫번째 작품을 쓰고 원고를 스콜라스틱 (Scholastic)이라는 청소년 출판사에 보냈다. 1978년 맥도날드 홀에서 일어날 수 없는 일 This Can't Be Happening at Macdonald Hall는 스콜라스틱 출판 Scholastic Press에서 출판되었으며 그때 코먼은 불과 14살이었다. 온타리오 손힐에서 고등학교를 졸업하기 전에 , 5개의 책을 집필하고 출판하였다. 85개 이상의 작품을 집필하였으며 30여년동안 미국, 캐나다에서만 1700만부의 판매고를 기록하였다.
인생의 4분의 3을 책 집필에 쏟았으며 책이 30여개 언어로 번역이 되어 2500만부 이상의 판매고를 기록하였다.

## 저서

### 논 시리즈 소설
| - 나 집에 가고 싶어! I Want to Go Home! (1981) - 우리 친구 웨스턴 Our Man Weston (1982) - 동전은 됐어요 No Coins, Please (1984) - 신경 쓰지 마 Don't Care High (1985) - 인터플럭스의 아들 Son of Interflux (1986) - 1학기 동안 쓰레기 봉지안의 삶 A Semester in the Life of a Garbage Bag (1987) - 라디오 5학년 Radio 5th Grade (1989) - 조의 자리를 잃어버리기 Losing Joe's Place (1990) - 트윙키 분대 The Twinkie Squad (1992) - 휴지 호랑이들 The Toilet Paper Tigers (1993) - 왜 그 속옷은 길을 건넜을까 Why Did the Underwear Cross the Road (1994) - 닭은 스케이트를 타지 못한다 The Chicken Doesn't Skate (1996) - 쟁이 쟁이 거짓말쟁이 Liar, Liar Pants on Fire (1997) - 6학년 별명 대소동 The Sixth Grade Nickname Game (1998) | - 죽은 강아지들은 그만! No More Dead Dogs (2002) - 극도의 코미디, 미국에서 재일 웃긴 아이 Maxx Comedy: The Funniest Kid in America (2003) - 개조된 제이크 Jake, Reinvented (2003) - 태생부터 락커 Born To Rock (2006) - 학교로 Schooled (2007) - 세 어린이 The Juvie Three (2008) - 팝 Pop (2009) - 재능 없음 Ungifted (2012) - 게으름뱅이 Slacker (2016) |

### 시리즈
| 맥도날드 홀 시리즈Macdonald Hall series - 맥도날드 홀에서 일어날 수 없는 일 This Can't Be Happening at Macdonald Hall (Scholastic-TAB Publications, 1978) - 자 수영장으로 뛰어! Go Jump in the Pool (1979) - 피쉬를 조심하라 Beware the Fish! (1980) - 위즐 선생님과의 전쟁 The War With Mr. Wizzle (1982) - 주키니 전사들 The Zucchini Warriors (1988) - 할리우드에 간 맥도날드 홀 Macdonald Hall Goes Hollywood (1991) - 미심쩍은 맥도날드 홀 Something Fishy at Macdonald Hall (1995) 벅스 포터 Bugs Potter - 벅스 포터는 누구인가? Who is Bugs Potter? (1980) - 닉키아니에 사는 벅스 포터 Bugs Potter LIVE at Nickaninny (1983) 제레미 블룸Jeremy Bloom - 제레미 블룸 시집: 학교, 숙제, 삶에 관한 시 The D- Poems of Jeremy Bloom: A Collection of Poems About School, Homework, and Life (Sort Of) (1992) - 제레미 블룸 스포츠 시집: 승패와 좋은 스포츠에 관한 시 The Last-Place Sports Poems of Jeremy Bloom: A Collection of Poems About Winning, Losing, and Being a Good Sport (Sometimes) (1996) 월요일 밤 풋볼 Monday Night Football - 쿼터백 교환 The Quarterback Exchange (1997) - 런닝백 충돌 Running Back Conversion (1997) - 슈퍼볼 전환 Super Bowl Switch (1997) - 심한 총기류 Heavy Artillery (1997) - 궁극의 스코어러 Ultimate Scoring Machine (1998) - NFL 룰! 뒷이야기, 장난, 서운, 그리고 터치다운 NFL Rules! Bloopers, Pranks, Upsets, and Touchdowns (1998) 슬랩샷 시리즈 Slapshots series - 화성에서 온 에이스 The Stars From Mars (1999) - 드림팀/ 화성 에이스들 All-Mars All-Stars/The Dream Team (1999) - 역변의 소동 The Face-off Phony (2000) - 완전 미침 Cup Crazy (2000) - 4-in-1 슬랩샷 시리즈: 전체 모음 Slapshots: The Complete Collection (2008) 코흘리개 시리즈 Nose Pickers series - 우주에서 온 코흘리게 Nose Pickers from Outer Space! (1999) - 코흘리개 행성 Planet of the Nose Pickers (2000) - 너의 미라는 코흘리개다 Your Mummy Is a Nose Picker (2000) - 코흘리개의 침략 Invasion of the Nose Pickers (2001) - 4-in-1 코흘리개 모음 The Ultimate Nose-Picker Collection (2006) 아일랜드 시리즈 Island series - 난파 Shipwreck (2000) - 생존 Survival (2001) - 탈출 Escape (2001) - 3-in-1 아일랜드 3부작 Island Trilogy Bind-Up Book (2006) | 마피아의 아들 시리즈 Son of the Mob - 마피아의 아들 Son of the Mob (Hyperion, 2002) - 마피아의 아들: 할리우드 소동 Son of the Mob: Hollywood Hustle (2004) 에베르스트 시리즈 Everest series - 경연 The Contest (Scholastic, 2002) - 등반 The Climb (2002) - 정상 The Summit (2002) 잠수 시리즈 Dive series - 발견 The Discovery (2002) - 심해 The Deep (2003) - 위험 The Danger (2003) 도망 시리즈 On the Run series - 매 부리는 사람 쫓기 Chasing the Falconers (2005) - 도망자 본능 The Fugitive Factor (2005) - 지금 보이지만, 지금 못봐 Now You See Them, Now You Don't (2005) - 밀항자 대책 The Stowaway Solution (2005) - 공공의 적 Public Enemies (2005) - 사냥꾼 사낭하기 Hunting the Hunter (2006) 납치 시리즈 Kidnapped series - 납치 The Abduction (2006) - 수색 The Search (2006) - 구조 The Rescue (2006) 사기 시리즈 Swindle series - 사기 Swindle (2008) - 동물원 사기 Zoobreak (2009) - 설계 Framed (2010) - 자랑 Showoff (2012) - 은신처Hideout (2013) - 대박 Jackpot (2014) - 해방 Unleashed (2015) 타이타닉 시리즈 Titanic series - 침몰불가 Unsinkable (2011) - 충돌경로 Collision Course (2011) - S.O.S. S.O.S. (2011) 39 단서들The 39 Clues - 하나의 오류 One False Note (2008) - 황제의 암호 The Emperor's Code (2010) - 베스퍼의 등장 Vespers Rising (2011) - 메두사 음모 The Medusa Plot (2011) - 기화점 Flashpoint (2014) 최면술사 시리즈 Hypnotists series - 최면술사들 The Hypnotists (2013) - 기억 미로 Memory Maze (2014) - 잠자리 효과 The Dragonfly Effect (2015) 천재 시리즈 Masterminds series - 천재들 Masterminds (2015) - 범죄의 운명 iminal Destiny (2016) |

## 적용
월요일 밤 풋볼 클럽 Monday Night Football Club 시리즈는 디즈니 채널 Disney Channel TV 프로그램 유니폼 The Jersey으로 각색되어 1999년부터 2004년 사이 4년동안 방영되었다.
 사기 Swindle는 니콜로디언 "Nickelodeon"에서 2013에 영화로 방영되었다.
맥도날드 홀 Macdonald Hall 시리즈 중 하나는 TV쇼 "브루노와 부츠는 수영장을 뛰어!"로 각색되었다. 그곳에는 조니 그레이, 칼란 포터와 피터 칼레겐이 주연으로 나왔다. 그것은 만우절, 4월 1일에 캐나다 지역방송 YTV에서 방송되었다.
그외에도 동전은 됐어요. No Coins, Please, 아일랜드 3부작과  트윙키 분대The Twinkie Squad도 다른 곳에 각색되었다.

## 수상
- 캐나다에서 유망한 작가들을 위한 에어 캐나다 상Air Canada Award for promising authors in Canada, at age 17[4]
- 1991년 매니토바 청소년 인기상 "주키니 전사들" 1991 Manitoba Young Reader's Choice Award (chosen by Manitoba schoolchildren), The Zucchini Warriors (1988)[8]
- 2001년 미국 도서관 협회 청소년 인기상 "조의 자리를 잃어버리기" 2001 American Library Association Popular Paperbacks for Young Adults, Losing Joe's Place (1990)[9]
- 1999년 ALA 청소년 인기상 "휴지 호랑이들" 1999 ALA Popular Paperbacks for Young Adults, The Toilet Paper Tigers (1993)[10]
- 2001년 ALA 청소년 인기상 "닭은 스케이트를 타지 않는다" 2001 ALA Popular Paperbacks for Young Adults, The Chicken Doesn't Skate (1993)[9]
- 2003년 ALA 청소년 10대 책 "마피아의 아들" 2003 ALA Top Ten Best Books for Young Adults, Son of the Mob (2002)[11]
- 2003년 북부 태평양 도서관 협회 청소년 인기상 "죽은 강아지들은 그만" 2003 Pacific Northwest Library Association Young Reader's Choice Award (chosen by Pacific NW schoolchildren), Intermediate Division (Grades 7–9), No More Dead Dogs (2003)[12]
- 2004년 ALA 청소년 최고 인기상 "재발명된 제이크"2004 ALA Best Books for Young Adults, Jake Reinvented (2003)[13]
- 2005년 PNLA 청소년 인기상 "마피아의 아들" 2005 PNLA Young Reader's Choice Award – Intermediate, Son of the Mob (2002)[12]
- 2010년 PNLA 청소년 인기상 "학교로" 2010 PNLA Young Reader's Choice Award – Intermediate, Schooled (2007)[12]
- 2010-2011년 찰리 메이 사이먼 어린이 책 상 "사기" 2010–2011 Charlie May Simon Children's Book Award (by vote of Arkansas schoolchildren), Swindle (2008)[14][15]
- 2011-2012년 찰리 메이 사이먼 상 "동물원 사기" 2011–2012 Charlie May Simon Award, Zoobreak (2009)[14][15]

## 사생활
그는 뉴욕 근처의 롱 아일랜드에서 아내와 3명의 아이들과 살고 있다. 그는 작품 집필을 하고 있지 않을 때는 대부분 자신의 가족과 시간을 보낸다. 또 다른 학교, 도서관, 서점에 가서 강연을 하며 그의 독자들과 만나기도 한다.